# فولينيو
فولينيو (بالإيطالية: Foligno)‏ مدينة في أواسط إيطاليا ضمن مقاطعة بيرودجا وثالثة مدن إقليم أومبريا حيث يبلغ عدد قاطنيها 57.032 ساكن.
تقع في قلب الوادي الأومبري على منتصف الطريق بين روما وأنكونا، ويمر بها نهر توبينو. الأراضي البلدية لمدينة فولينيو جبلية في الغالب.
مدينة فولينيو هي المركز التجاري والصناعي والأغنى والأهم في الوادي الأومبري، ومركز تجاري رئيسي على مستوى الإقليم.

## السكان
في سنة 1861 بلغ عدد السكان 20٬235 نسمة، وتطور العدد ليصل في سنة 2011 لـ 58٬363 نسمة.
يظهر هذا المخطط البياني تطور النمو السكاني لـ فولينيو

## توأمة
لفولينيو اتفاقيات توأمة مع كل من:
- جيمونا ديل فريولي
- لا لوفيير
- شيبوكاوا

## أعلام
- توماسو لورنزيتي
- ميشيل دي روكو
- كاترينا سكاربيليني
- فرانشيسكو رامبيا
- باولو مافيي
- ليوناردو سبيناتسولا